# 右突新镖水蚤
右突新镖水蚤（学名：Neodiaptomus schmackeri）为镖水蚤科新镖水蚤属的动物。分布于印度、俄罗斯以及中国大陆的广东、广西、福建、四川、湖南、湖北浙江、江苏、安徽、陕西、河南、河北、北京、天津、吉林、辽宁、黑龙江等地，常栖息于湖泊近岸带及通湖的小河口以及池塘内数量较多。